# یوتو هاریگومه
یوتو هاریگومه (ژاپنی: 堀米 悠斗؛ زادهٔ ۹ سپتامبر ۱۹۹۴) یک بازیکن فوتبال اهل ژاپن است.
از باشگاه‌هایی که در آن بازی کرده‌است می‌توان به باشگاه فوتبال هوکایدو کونسادول ساپورو، باشگاه فوتبال فوکوشیما یونایتد و باشگاه فوتبال آلبیرکس نیگاتا اشاره کرد.